# Wydawnictwo Forma
Wydawnictwo Forma – polskie wydawnictwo z siedzibą w Bezrzeczu pod Szczecinem, powstałe w 2000 r.
Wydawnictwo rozpoczęło działalność publikując pozycje dokumentujące wydarzenia artystyczne w Szczecinie (m.in. katalog Festiwalu Polskiego Malarstwa Współczesnego), a także płyty CD z muzyką alternatywną oraz elektroniczną (m.in. Przemysława Thiele). Od 2005 roku zaczęło zajmować się wydawaniem współczesnej literatury polskiej w kilku seriach wydawniczych i książek krytycznoliterackich, a od roku 2009 również polskiej poezji. Wśród autorów, których książki opublikowało wydawnictwo znajdują się m.in. Henryk Bereza, Dariusz Bitner, Kazimierz Brakoniecki, Janusz Drzewucki, Zenon Fajfer, Brygida Helbig, Tomasz Hrynacz, Bogusław Kierc, Artur Daniel Liskowacki, Krzysztof Maciejewski, Miłka Malzahn, Mirosław Mrozek, Dariusz Muszer, Krzysztof Niewrzęda, Paweł Orzeł, Uta Przyboś, Paweł Przywara, Helena Raszka, Dorota Ryst, Krystyna Sakowicz, Karol Samsel, Alan Sasinowski, Ewa Sonnenberg, Wojciech Stamm, Grzegorz Strumyk, Leszek Szaruga, Andrzej Turczyński, Anatol Ulman, Emilia Walczak, Grzegorz Wróblewski, Tadeusz Zubiński, Leszek Żuliński.

## Ważniejsze serie wydawnicze
- Kwadrat (współczesna polska proza artystyczna)
- Piętnastka (współczesna literatura polska)
- Forma 21 (współczesna polska poezja i proza artystyczna)
- Tablice (współczesna poezja polska)
- Wokół literatury (współczesna polska krytyka literacka)
- City (współczesna polska literatura fantastyki i grozy)
- Fioletowa (współczesna polska literatura obyczajowa)

## Ważniejsze wyróżnienia dla wydanych książek
- nominacja do Literackiej Nagrody Mediów Publicznych COGITO 2008: Krzysztof Niewrzęda Wariant do sprawdzenia[3]
- nominacja do Europejskiej Nagrody Literackiej 2009: Krzysztof Niewrzęda Wariant do sprawdzenia[4]
- nominacja do Nagrody Literackiej Nike 2009: Artur Daniel Liskowacki - Capcarap[5]
- nominacja do Wrocławskiej Nagrody Poetyckiej Silesius 2011 w kategorii książka roku: Krzysztof Niewrzęda - Second life[6]
- nominacja do Nagrody Literackiej Nike 2012: Brygida Helbig - Enerdowce i inne ludzie[7]
- finał Ogólnopolskiej Nagrody Literackiej dla Autorki Gryfia 2012: Brygida Helbig: Enerdowce i inne ludzie[7]
- nominacja do Nagrody Literackiej Gdynia 2012 w kategorii proza: Andrzej Turczyński - Koncert muzyki dawnej[8]
- nominacja do Nagrody Poetyckiej im. K.I. Gałczyńskiego - Orfeusz 2012: Helena Raszka - Głosy w przestrzeni[9]
- nominacja do Nagrody Poetyckiej im. K.I. Gałczyńskiego - Orfeusz 2013: Ewa Elżbieta Nowakowska - Merton Linneusz Artaud[10]
- nominacja do Nagrody Poetyckiej im. K.I. Gałczyńskiego - Orfeusz 2014: Anna Frajlich - Łodzią jest i przystanią[11]
- nominacja do Nagrody Literackiej Gdynia 2015 w kategorii poezja: Agnieszka Mirahina - Widmowy refren[12]
- nominacja do Nagrody Literackiej Gdynia 2015 w kategorii proza: Waldemar Bawołek - To co obok[12]
- nominacja do Nagrody Literackiej Nike 2015: Tomasz Pietrzak - Umlauty[13]
- finał Nagrody Poetyckiej im. K.I. Gałczyńskiego - Orfeusz 2016: Uta Przyboś - Prosta[14]
- nominacja do Nagrody Literackiej Nike 2016: Uta Przyboś - Prosta[15]
- nominacja do Nagrody Literackiej Gdynia 2016: Maria Bigoszewska - Jeden pokój[16]
- nominacja do Nagrody im. Cypriana Kamila Norwida 2016: Uta Przyboś - Prosta[17]
- Nagroda Literacka m.st. Warszawy 2018: Marta Bigoszewska - Wołam cie po imieniu[18]
- nominacja do Nagrody Poetyckiej im. K.I. Gałczyńskiego – Orfeusz 2018: Bogusław Kierc - Jatentamten[19]
- nominacja do Nagrody Poetyckiej im. K.I. Gałczyńskiego – Orfeusz 2018: Ewa Sonnenberg - Wiersze dla jednego człowieka[19]